# Дайте Санни шанс
Дайте Санни шанс (англ. Sonny With a Chance) — ситком, рассказывающий о шоу «Как попало!».

## Сюжет
Этот сериал про девушку из Висконсина по имени Санни Монро, которая приняла участие в кастинге на передачу «Как попало!». Её взяли, и она познакомилась со всеми участниками телепередачи (Тони, Зорой, Нико и Грэйди), а также и с драматическим сериалом «Водопады Маккензи». Когда Санни увидела Чеда Дилана Купера, она влюбилась, но скрывала это и отрицала. В середине 2 сезона сериала она начала встречаться с ним, однако вскоре они расстались, хотя до сих пор любят друг друга. После всего этого она ушла с шоу, а на ее место пришел сам Чед.

## Производство
Сначала имя главной героини было Молли Монро, и шоу называлось «Добро пожаловать в Молливуд». Затем имя изменили на Холли, и шоу называлось «Добро пожаловать в Холливуд». Наконец, имя изменили на Санни, а название шоу на «Дайте Санни шанс».
Саундтрек для сериала Деми Ловато записала сама — песня «So far, so great».

## Персонажи
- Деми Ловато в роли Элисон[2] «Санни» Монро — дружелюбная, милая девушка из Висконсина, которая получила роль в «Как попало!» и приехала сниматься в шоу. Не любит разочаровывать людей, всегда готова помочь другим и помирить давних врагов. Чаще всего эффект от её стараний обратный, благодаря чему на студии «Кондор» появился глагол «саниячить». Постоянно соперничает с Тони. Влюблена в Чеда, но не признается в этом. Во 2 сезоне начинает встречаться с ним (2 сезон, 10-11 эпизод), но в 24 эпизоде расстаётся с ним. В шоу выступает в роли Хворой Вики, одной из двух девчушек-заценюшек, выступает с собственными вокальными номерами.
- Тиффани Торнтон в роли Тони Харт — девушка из «Как попало!», завидует Санни, её милому характеру. Помешана на своей внешности, не может прожить и дня без того, чтобы взглянуть в зеркало. Вскоре поняв, что Санни её первая настоящая подруга, больше не соперничает с ней, хотя язвить по поводу её нарядов всегда не прочь. Вторая девчушка-заценюшка в шоу.
- Стерлинг Найт в роли Чеда Дилана Купера (Чед Дилан Гольдфарб) — подросток-сердцеед, играет главную роль в «Водопадах Маккензи» шоу-конкуренте «Как попало!». Аналог Тони из «Как попало!». Тоже считает себя центром вселенной, всегда получает то, чего хочет. Влюблен в Санни, но также не желает этого признавать. Во втором сезоне они начинают встречаться, но вскоре прерывают отношения. Потом стал сниматься в «Как попало!».
- Брэндон Майкл Смит в роли Нико Харриса — парень из «Как попало!», лучший друг Грейди. Считает себя дамским угодником, но на самом деле это не так.
- Даг Брошу в роли Грейди Митчелла — парень из «Как попало!», лучший друг Нико. Имеет брата Гранта. Грэйди всегда вовлекается в планы Нико. Он также придумывает очень странные заключения к определенным ситуациям. Он любит есть и очень не хочет тренироваться.
- Эллисон Эшли Арм в роли Зоры Ланкастер — одиннадцатилетняя девочка из «Как попало!». Она очень таинственная и умная. Она является самой хитрой из «Как попало». Любит подслушивать и лгать (по её словам). И в сериале и в жизни Зора выступает в роли детектива или адвоката, хотя и не всегда удачно.
- Майкл Кострофф в роли директора шоу «Как попало» Маршалла Пайка. С тех пор как взял себе под крыло «какпопальщиков» стал лысеть. Втайне мечтает об актерской карьере и боится своей мамы, с которой до сих пор живет вместе. Пытается казаться грозным, что у него плохо получается.
- Даниэл Робук в роли Мистера Кондора. Грозный владелец студии, перед которым трепещут все актеры. Любимые фразы: «Работать!» и «Ты уволен(а)!»
- Джи Ханнелиус в роли Дакоты Кондор. Восьмилетняя дочь мистера Кондора, ангелок для папочки и бес для «какпопальщиков» и Чеда. Чуть что не по ней, грозится пожаловаться своему папочке, «который тебя уволит!»

## Приглашённые звёзды
- Нэнси Маккеон в роли мамы Санни
- Селена Гомес в роли самой себя
- Джефф Данэм и его кукла Уолтер в ролях офицера Дилмана (Джефф) и офицера Ротбэнда (Уолтер)
- Келли Блац в роли Джеймса Конроя
- Эрик Томс[англ.] в роли Гилроя Смита
- Джо Джонас в роли самого себя
- Коди Симпсон в роли самого себя
- Билли Ангер (Уильям Брент) в роли Уэсли